# جيفيرسون دوغلاس دوس سانتوس باتيستا
جيفيرسون دوغلاس دوس سانتوس باتيستا (بالبرتغالية: Jeferson Douglas dos Santos Batista‏) هو لاعب كرة قدم برازيلي في مركز الوسط، ولد في 13 فبراير 1989 في بيلو هوريزونتي في البرازيل. لعب مع ميتالوره زابورجيا ونادي إنترناسيونال ونادي سي آر بي.

## وصلات خارجية
- جيفيرسون دوغلاس دوس سانتوس باتيستا على موقع اتحاد أوكرانيا (الإنجليزية)
- جيفيرسون دوغلاس دوس سانتوس باتيستا على موقع Soccerway.com (الإنجليزية)